# Pietro Aldobrandini
Pietro Aldobrandini (ur. 31 marca 1571 w Rzymie – zm. 10 lutego 1621 tamże) – włoski duchowny.

## Życiorys
Bratanek papieża Klemensa VIII, który w 1593 mianował go kardynałem i powierzył funkcję superintendenta generalnego Stolicy Apostolskiej. Odgrywał dużą rolę w zarządzie Kościołem w czasie pontyfikatu swojego wuja. Był gubernatorem Fermo (1595-1605) i Civita Castellana (1600-1606), legatem i gubernatorem Ferrary (1598-1606), kardynałem-protektorem Sabaudii oraz kilkakrotnie legatem papieskim wobec króla Francji Henryka IV (m.in. w 1601 wynegocjował pokój między Francją a księstwem Sabaudii w konflikcie zbrojnym o markizat Saluzzo). Od grudnia 1599 sprawował niezwykle dochodowy urząd kamerlinga Świętego Kościoła Rzymskiego. W 1604 Klemens VIII konsekrował go na arcybiskupa Rawenny. Pozycję kardynała-nepota wykorzystał do zgromadzenia znacznego bogactwa, za które zakupił Palazzo Doria-Pamphilj i wybudował Villa Aldobrandini. Jego roczne dochody szacowano początkowo na 40 tysięcy skudów, ale w roku 1600 wzrosły już do 130 tysięcy skudów. Był też protektorem malarzy i poetów (m.in. Torquato Tasso).
Po śmierci Klemensa VIII w 1605 jego znaczenie zmalało. Na obu konklawe w 1605 występował jako lider najsilniejszej frakcji, jednak za każdym razem musiał się zadowalać rozwiązaniami kompromisowymi, a jego niezręczne manewry w ich trakcie osłabiły jego prestiż wśród kardynałów. Wskutek konfliktu z nowym papieżem Pawłem V i jego siostrzeńcem Scipione Caffarelli-Borghese w 1606 musiał opuścić Rzym i wyjechać do Rawenny. Wkrótce potem doszło do zatargu między nim a papieskim legatem w Romanii kardynałem Bonifacio Caetani. W rezultacie musiał na pewien czas uciec na dwór księcia Sabaudii Karola Emanuela. Pojednał się z Caetanim oraz z Pawłem V w 1610, nie odzyskał jednak dawnej pozycji w Kurii Rzymskiej, a jego stosunki z kardynałem Borghese pozostały napięte. Mimo to potrafił zadbać o interes swojej rodziny, nabywając dla niej od korony hiszpańskiej księstwo Rossano w 1612. 31 sierpnia 1620 uzyskał promocję do suburbikarnej diecezji Sabina, pozostając jednocześnie arcybiskupem Rawenny. Uczestniczył w konklawe 1621. Zmarł w swoim rzymskim pałacu dzień po wyborze papieża Grzegorza XV.